# Portrætfotograf
Portrætfotografer laver portrætfoto og arbejder ofte i studie, hvor der er mulighed for at arbejde med lys og skygge.
Portrætfotografer bliver ofte brugt til magasiner og covers. De arbejder ofte med kendte personer inden for film- og modeverdenen. Fra midten af 1800-tallet begyndte portrætfotografiet så småt at vinde udbredelse, og over hele Danmark steg antallet af rejsende fotografer. I 2. halvdel af det 19. århundrede begyndte flere fotografer at oprette fast atelier i købstæderne over hele landet. I Kolding nedsatte byens første fastboende fotograf P. Aagaard sig i 1857. 
| Job | Spire Denne artikel om et job eller en stillingsbetegnelse er en spire som bør udbygges. Du er velkommen til at hjælpe Wikipedia ved at udvide den. |